# Coleopora americana
Coleopora americana is een mosdiertjessoort uit de familie van de Teuchoporidae. De wetenschappelijke naam van de soort is voor het eerst geldig gepubliceerd in 1940 door Osburn.